# Рувинская, Ирина Яковлевна
Ирина Яковлевна Рувинская (родилась 10 марта 1955 года, г. Кирсанов). Русско-израильский поэт.

## Биография
Родилась 10 марта 1955 года в г. Кирсанов. С 1957 по 1972 г. жила в Мичуринске, где окончила среднюю школу № 18.
Окончила английское отделение факультета романо-германской филологии Воронежского университета (1972—1978). Позже жила в Харькове, где работала библиотекарем, переводчиком в проектных организациях и в информационном агентстве.
С 1996 года живёт в Иерусалиме. Училась в Иерусалимском университете (1997—1999).
В 2005 −2021 годах работала в издательстве «Достояние» (Иерусалим)
, в последний период — заместителем главного редактора Александра Кучерского. Была организатором, соредактором и участником (выпуски 4 и 5)  альманаха «Время вспоминать» (с 2013 по 2021 год было опубликовано семь выпусков, в которых участвовали около 150 авторов из 11 стран). Впоследствии материалы альманаха «Время вспоминать» были включены в совместный проект РГГУ и Национальной библиотеки Израиля «Земелах».
Член Союза писателей Израиля и Содружества русскоязычных писателей Израиля «Столица».

## Книги
- Коммуналка: стихи и переводы — Харьков, 1995. — 90 с. Предисловие: Станислав Минаков
- Пока: стихи и переводы — М., 1996. — 92 с. Предисловие: Михаил Красиков
- Наперечёт: стихи — Иерусалим, 2009. — 184 с.[6][7]
- Может, поможет: стихи — Иерусалим, 2014. — 140 с.[8]
- Каланхоэ: стихи — Иерусалим, 2016. — 82 с.[9]
- Буквы: воспоминания, стихи — Иерусалим, 2018. — 87 с.[10]
- ИРа: стихи (из шести книжек и немного нового) Иерусалим, 2023. — 196 с. Предисловие: Ирина Евса

## Публикации в журналах
В разные годы публиковалась в периодике, в том числе в журналах 
- России: «Литературное обозрение», «Подъём»[11],  «45-я Параллель»[12], «Арион»[13], «Стороны света»[14];
- Израиля: «Иерусалимский журнал»[15], «Артикль»[16], «Литературный Иерусалим»[17];«Огни столицы», «Тайные тропы»;
- США: «Новый журнал»,[18], «Чайка»[19], «Побережье»,  «Интерпоэзия»[20];
- Германии: «Крещатик».

## Участие в антологиях
- Антология современной русской поэзии Украины (1998)[21]
- Поэтическая антология «Лучшие стихи 2012»[22]
- Иерусалимская антология[23]

### Конкурсы
- 1984: лауреат конкурса Союза писателей Эстонской ССР и Госкомиздата Эстонии на лучший перевод эстонской поэзии
- 2007: лауреат литературного фестиваля памяти Ури-Цви Гринберга
- 2015: дипломант Волошинского конкурса в номинации «Лучшая поэтическая книга» (книга «Может, поможет»)[24]
- 2021, 2022: лауреат и дипломант конкурса «Эмигрантская лира»[25]

## Рецензии
- Бломберг Светлана. "У Ирины Рувинской всё «Наперечёт»[6]
- Копелиович Михаил. «Ирина Рувинская. Наперечёт»[7]
- Рахлин Феликс. Наречие любви[26]
- Кикоин Константин. О стихах Ирины Рувинской[27]
- Роскина Ирина. О тропах и темах в поэзии Ирины Рувинской[28]
- Шаус Яков. Кто услышит Ирину Рувинскую?[8]
- Шаус Яков. Рифмой втянуло странный цветок коланхоэ…[9]
- Шаус Яков. Просветляющая «наука расставанья»…[10]